# جیووانی وینچنزی

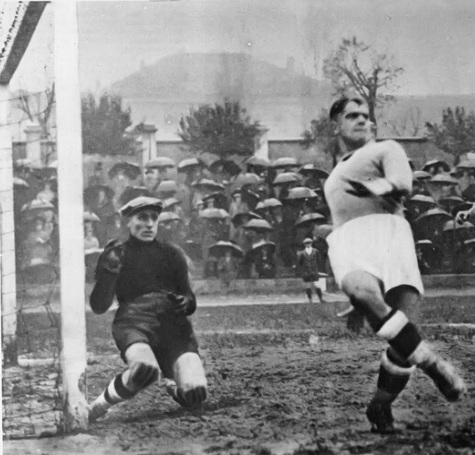
جیووانی وینچنزی (راست) - ۱۹۳۳

جیووانی وینچنزی (به ایتالیایی: Giovanni Vincenzi) بازیکن فوتبال و اهل ایتالیا است که از سال ۱۹۲۴ میلادی عضو تیم ملی فوتبال ایتالیا بوده و در ۱ بازی ملی حضور داشته‌است. او در بازی‌های ملی‌اش گلی به ثمر نرساند.
جیووانی وینچنزی آخرین بازی ملی خود را در سال ۱۹۲۴ میلادی انجام داد.